# 長野県道289号寺村南松本停車場線
長野県道289号寺村南松本停車場線（ながのけんどう289ごう てらむらみなみまつもとていしゃじょうせん）は、長野県松本市を走る一般県道。

## 概要

### 路線データ
- 起点：長野県松本市大字内田字寺村
- 終点：長野県松本市出川町（篠ノ井線南松本駅）
- 車線数：2車線

## 重複区間
- 長野県道287号町村白川村井停車場線（松本市内田、内田交差点・寿豊丘、白川交差点間）
- 長野県道288号新茶屋塩尻線（松本市寿北6丁目、竹渕交差点・平田東1丁目、寿橋西交差点間）
- 長野県道295号平田新橋線（松本市平田東1丁目、寿橋西交差点・南出川バス停付近間）

## 地理
市街化調整区域の田園地帯と市街化区域の住宅街が混在している。
- 松本ろう学校
- 寿台団地
- 倉田病院
- 篠ノ井線 南松本駅

### 通過する自治体
- 長野県
  - 松本市

### 交差する道路
- 長野県道63号松本塩尻線（松本市大字内田字寺村＝信号無交差点）
- 長野県道287号町村白川村井停車場線（村井方面）（松本市内田＝内田交差点）
- 長野県道287号町村白川村井停車場線（中山方面）（松本市寿豊丘＝白川交差点）
- 長野県道288号新茶屋塩尻線（松本市寿北6丁目＝竹渕交差点）
- 長野県道295号平田新橋線（塩尻方面）（松本市平田東1丁目＝寿橋西交差点）
- 長野県道295号平田新橋線（松本市街方面）（松本市平田東1丁目＝南出川バス停付近の信号無交差点）